# Ząbki
Ząbki je město v Polsku v Mazovském vojvodství v okrese Wołomin ve stejnojmenné městsko-vesnické gmině. Nachází se 8 kilometrů severovýchodně od Varšavy. Status města získalo v roce 1967. V roce 2024 zde žilo 45 347 obyvatel.